# 550666 Difrancesco
550666 Difrancesco è un asteroide della fascia principale esterna. Scoperto nel 2006, presenta un'orbita caratterizzata da un semiasse maggiore pari a 3,146365 UA e da un'eccentricità di 0,165194, inclinata di 11,596678° rispetto all'eclittica.
James DiFrancesco è un astrofisico canadese presso l'Herzberg Astronomy and Astrophysics Research Center (Consiglio Nazionale delle Ricerche del Canada). È l'attuale direttore del Dominion Astrophysical Observatory. I suoi interessi di ricerca includono le prime fasi del processo di formazione stellare.